# St. Martin (Winterrieden)

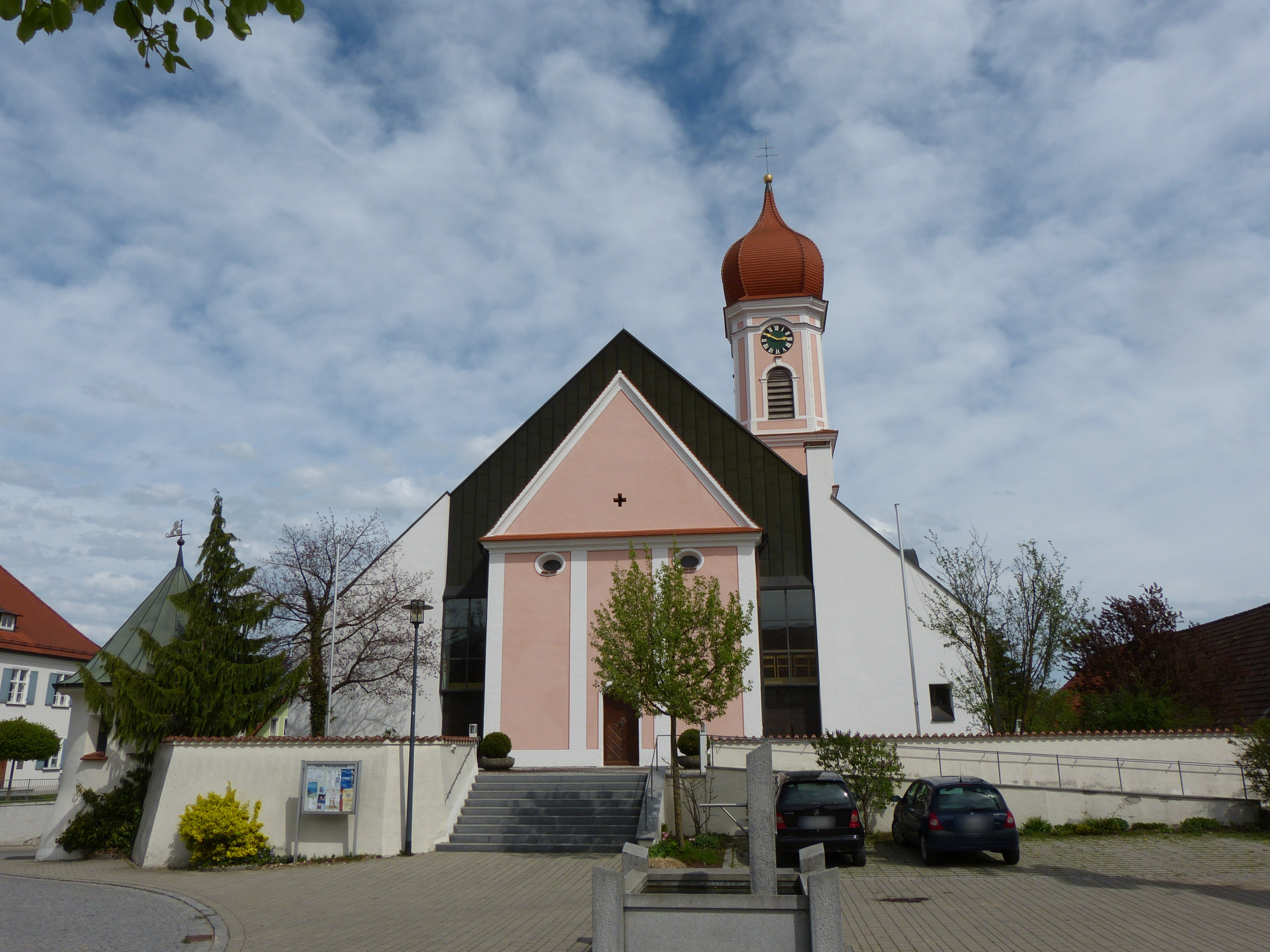
Kirche St. Martin in Winterrieden

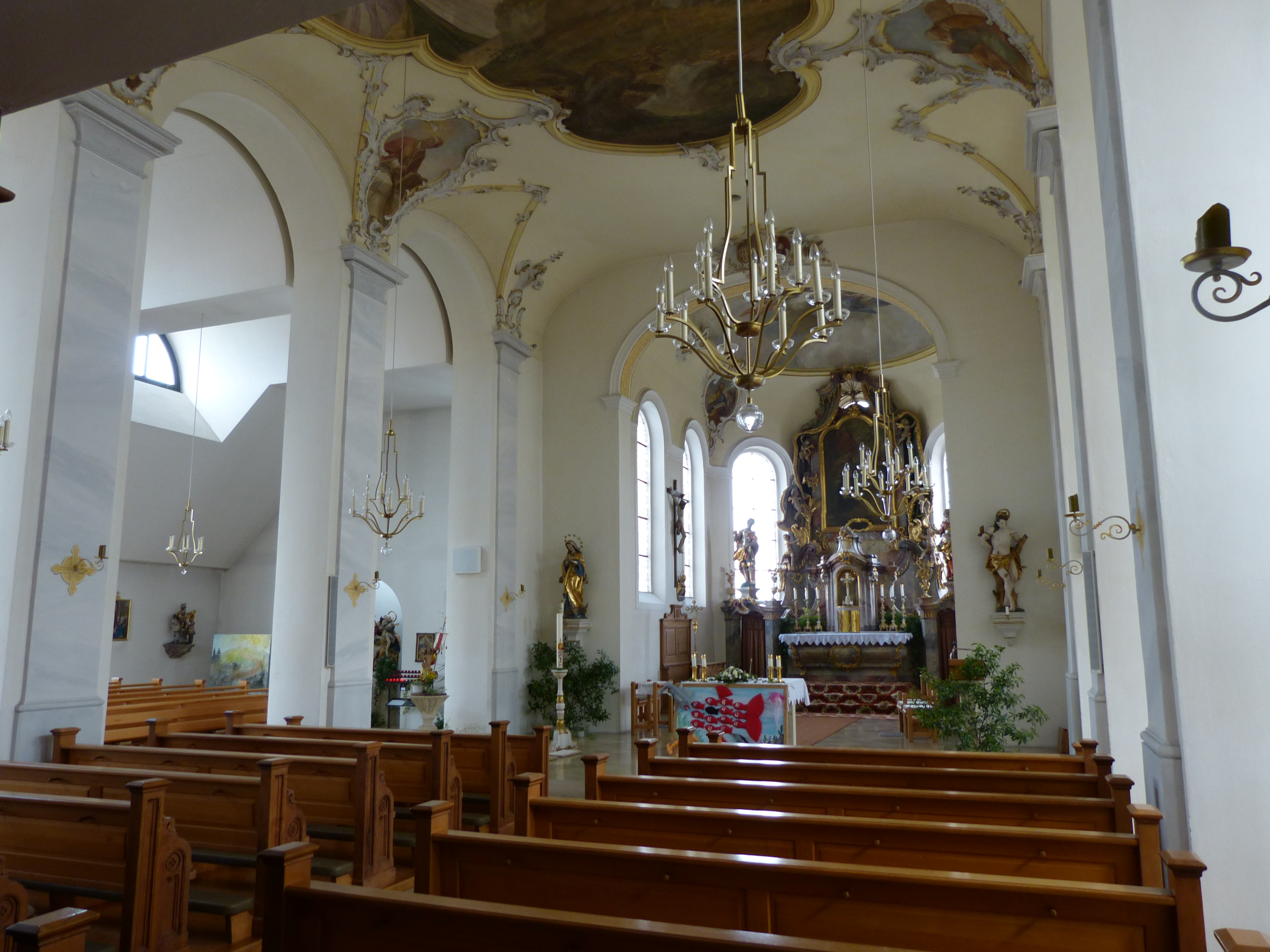
Innenansicht

Die katholische Pfarrkirche St. Martin befindet sich in Winterrieden im Landkreis Unterallgäu in Bayern. Die Kirche steht unter Denkmalschutz.

## Geschichte
Unter Einbeziehung von Teilen der spätgotischen Vorgängerkirche wurde St. Martin ab 1751 durch Johann III Wiedemann errichtet. Vier Jahre später 1755 konnte die Kirche geweiht werden. Der einschiffige Kirchenbau aus dem  18. Jahrhundert wurde in den Jahren 1987/1988 nach Plänen von Franz Xaver Gärtner und Peter Jenkel zu einer dreischiffigen Kirche erweitert.

## Baubeschreibung und Ausstattung
Der leicht eingezogene dreiseitig geschlossene Chor trägt eine längsovale Flachkuppel. Der quadratische Kirchturm an der Südseite ist mit einer Zwiebelhaube abgeschlossen. Der Hochaltar von 1961 besteht aus Stuckmarmor und ist im Neurokoko-Stil ausgeführt. Das um 1753 von Franz Georg Hermann geschaffene Altarbild zeigt die Heiligen Martin und Benedikt vor der Muttergottes. Rechts und links des Hochaltares, über den Durchgängen, befinden sich die Figuren des Kaisers Konstantin und seiner Mutter, der Heiligen Helena aus der Zeit um 1720/1730. Den sparsamen Rokokostuck von 1753 schuf Johann Georg Wirth. Den Chorbogen ziert das Wappen von Abt Benedikt Denzel des Klosters Ochsenhausen, des Bauherrns der Kirche. Die Fresken der Kirche aus dem Jahre 1753 stammen von Franz Georg Hermann. Im Chor ist die Glorie und im Langhaus die Mantelspende des Heiligen Martin dargestellt. Die Zwickel im Langhaus tragen Bilder der Kirchenväter und der Heiligen Joseph und  Johann von Nepomuk. Die Gemälde der Evangelisten in den Zwickeln im Chor stammen aus dem 19. Jahrhundert. Der Taufstein stammt aus dem Jahr 1676. Aus der Mitte des 18. Jahrhunderts stammen die Gemälde des Erzengels Raphael, wie er den jungen Tobias führt, und des Heiligen Geistes als Jüngling. Den Kreuzweg schuf 1851 Fanz Joseph Zeller. Die gefasste Holzfigur der Pietà stammt aus der Zeit um 1680/1690.

## Orgel

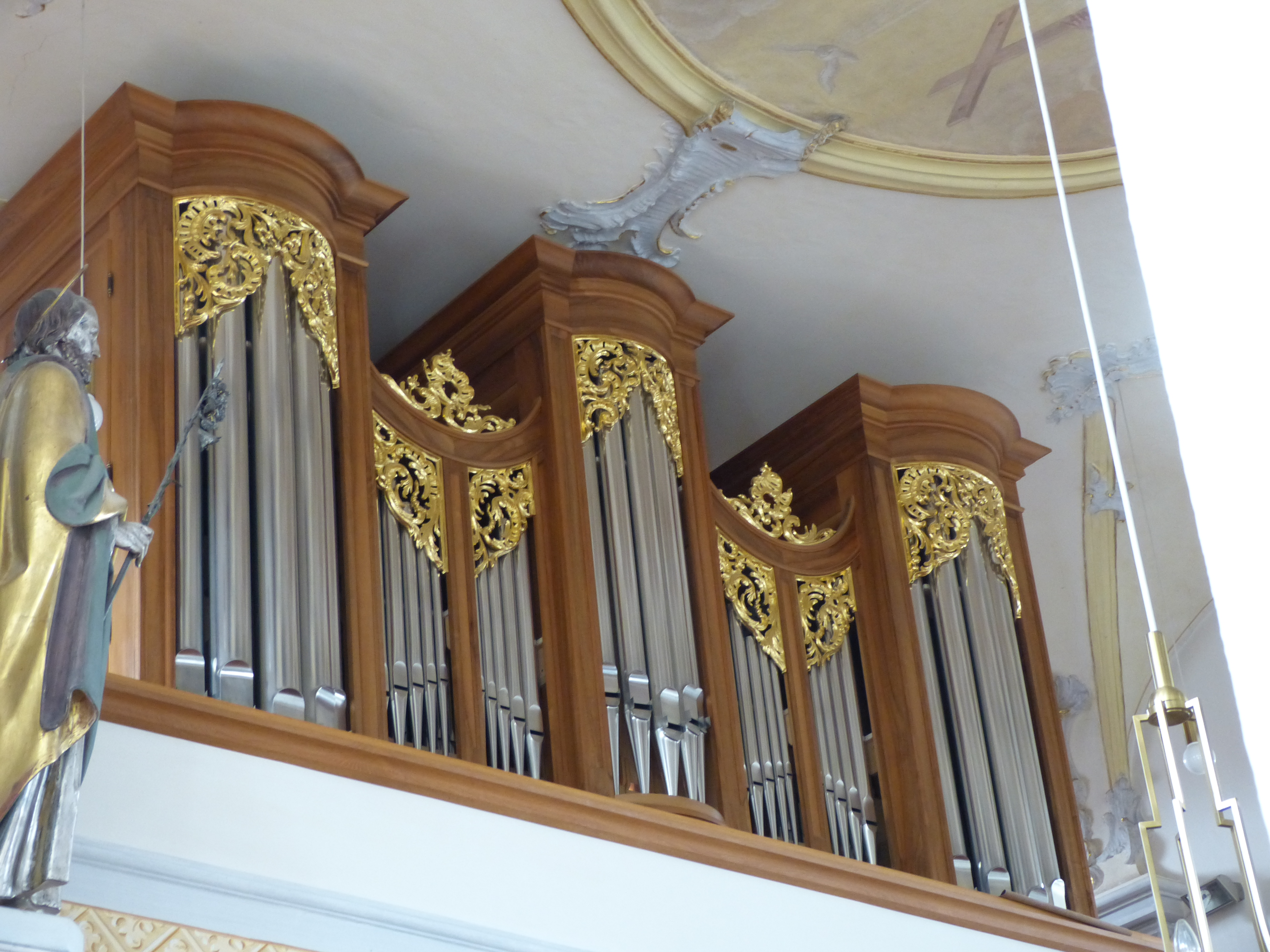
Die Sandtner-Orgel (1998)

Im Jahr 1998 erhielt die Kirche eine neue Orgel mit Schleifladen. Sie ersetzte eine Orgel von Heinrich Koulen. Das Instrument mit 18 Registern auf drei Manualen und Pedal wurde von der Dillinger Orgelbaufirma Sandtner gebaut. Einige Register aus der Vorgängerorgel wurden in das neue Werk übernommen. Sie hat folgende Disposition:
| II Hauptwerk C– |               |       |
| 1.              | Principal     | 8′    |
| 2.              | Gedeckt       | 8′    |
| 3.              | Harmonieflöte | 8′    |
| 4.              | Oktave        | 4′    |
| 5.              | Flöte         | 4′    |
| 6.              | Superoctave   | 2′    |
| 7.              | Mixtur IV     | 1 ⁄3′ |

| I + III Schwellwerk C– |               |        |
| 8.                     | Rohrflöte     | 8′     |
| 9.                     | Gamba         | 8′     |
| 10.                    | Vox coelestis | 8′     |
| 11.                    | Traversflöte  | 4′     |
| 12.                    | Nasard        | 2 ⁄3′  |
| 13.                    | Piccolo       | 2′     |
| 14.                    | Terz          | 1 3⁄5′ |
|                        | Tremulant     |        |

| Pedal C– |           |     |
| 15.      | Subbaß    | 16′ |
| 16.      | Oktavbaß  | 08′ |
| 17.      | Choralbaß | 08′ |
| 18.      | Fagott    | 16′ |

- Koppeln: II/I, I/P, II/P
- Spielhilfen: Organo-Pleno-Zug für die Principalstimmen von Hauptwerk und Pedal, Schwelltritt

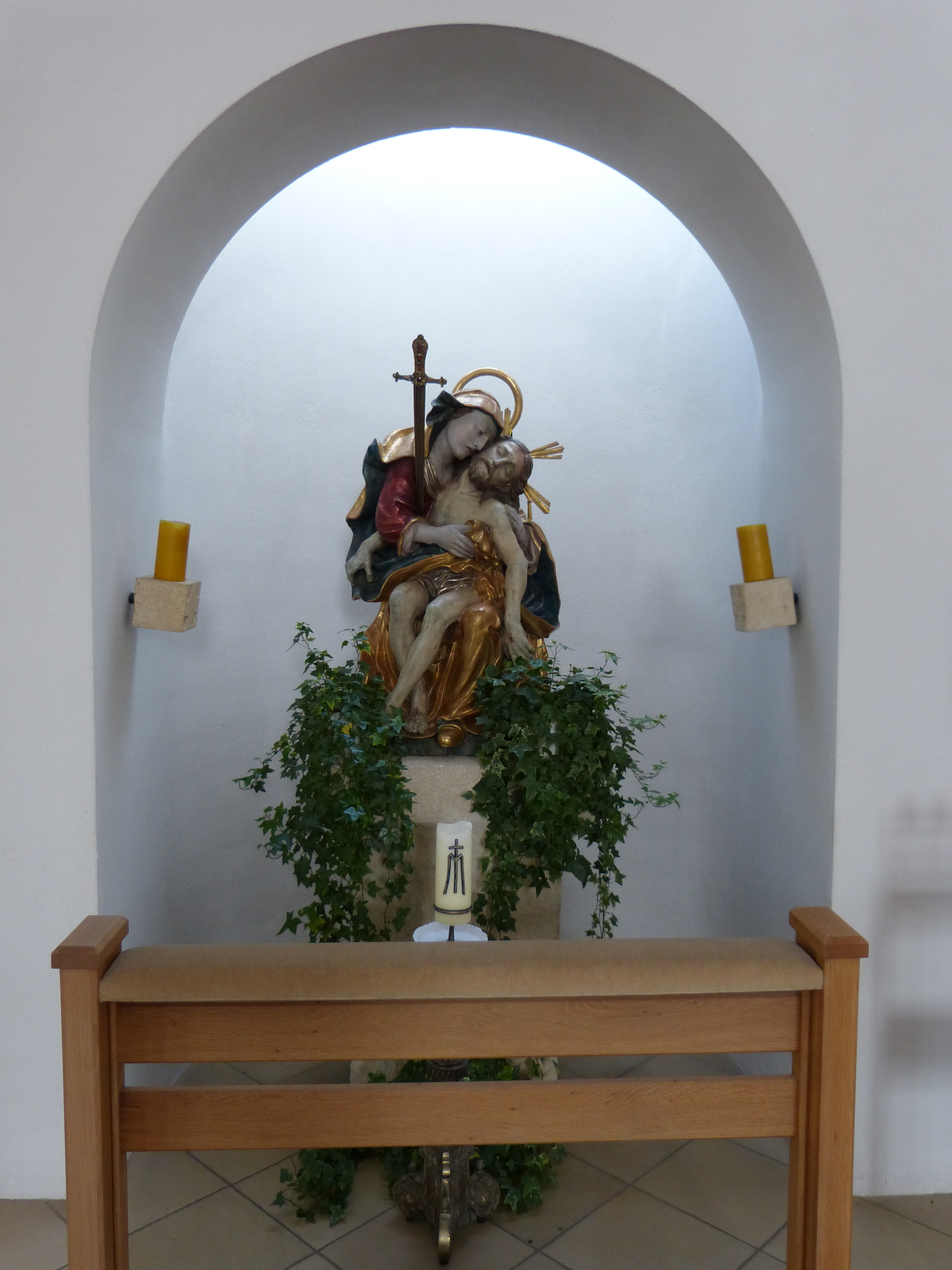
Pietà um 1680/1690
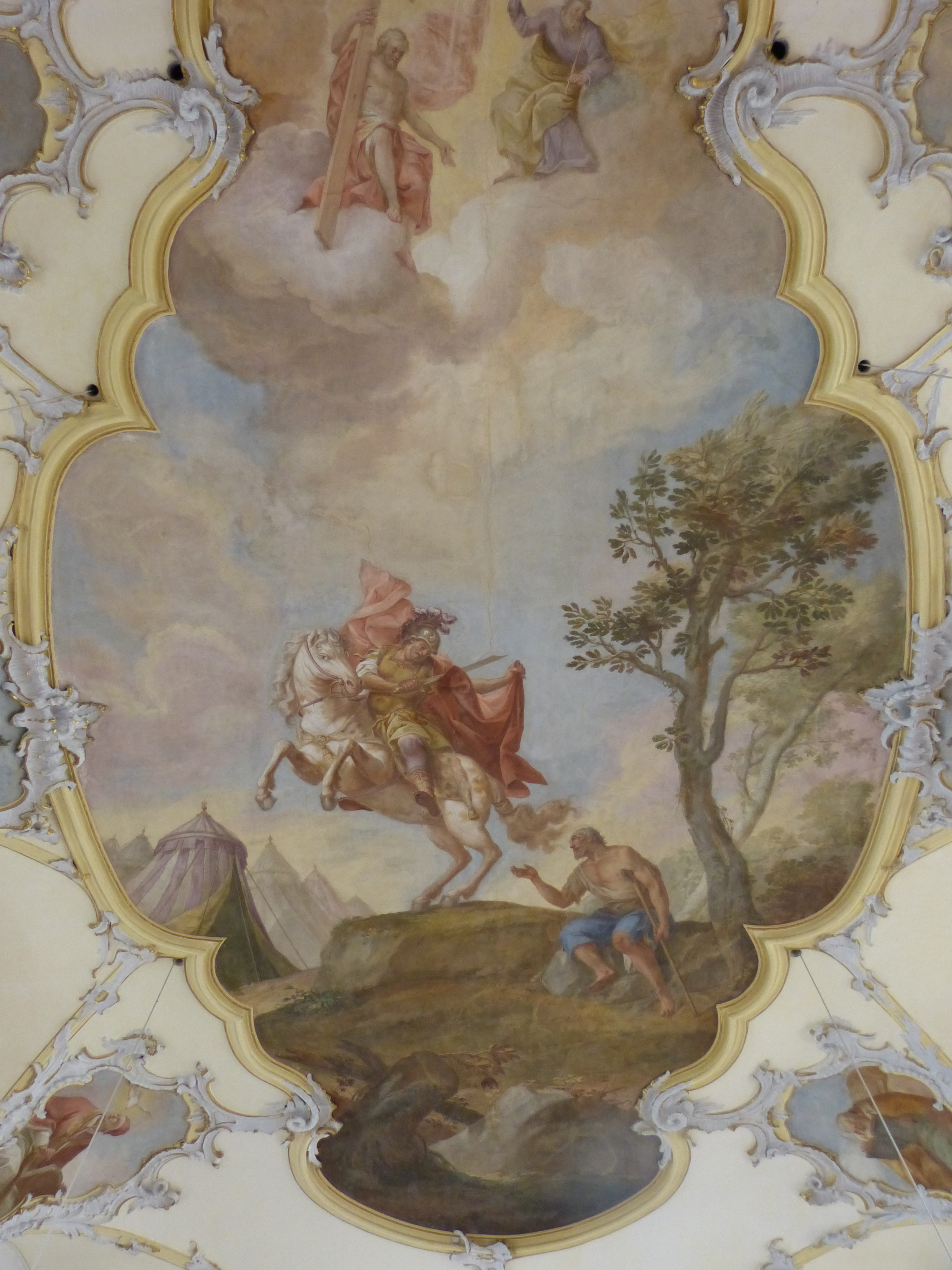
Deckenfresko im Langhaus mit der Szene der Mantelspende des Hl. Martin
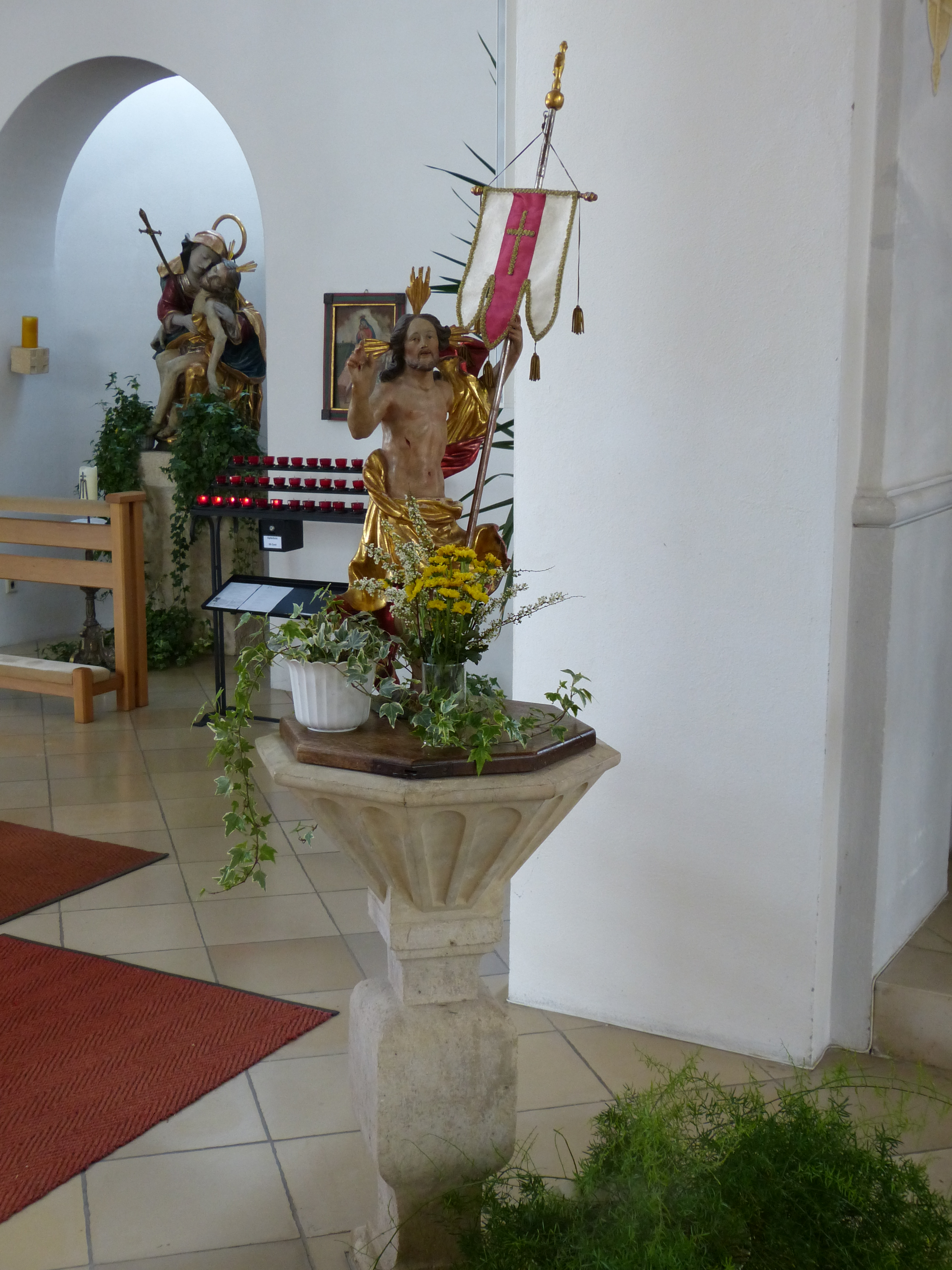
Taufstein von 1676